# アエロ・トラスポルティ・イタリアーニ12便墜落事故
アエロ・トラスポルティ・イタリアーニ12便墜落事故（アエロ・トラスポルティ・イタリアーニ12びんついらくじこ）は、1979年9月14日に発生した航空事故である。アルゲーロ・フェルティリア空港からカリアリ・エルマス空港へと向かっていたアエロ・トラスポルティ・イタリアーニ12便（マクドネル・ダグラス DC-9-32）がカリアリ・エルマス空港へのアプローチ中に墜落し、乗員乗客31人全員が死亡した。

## 事故機

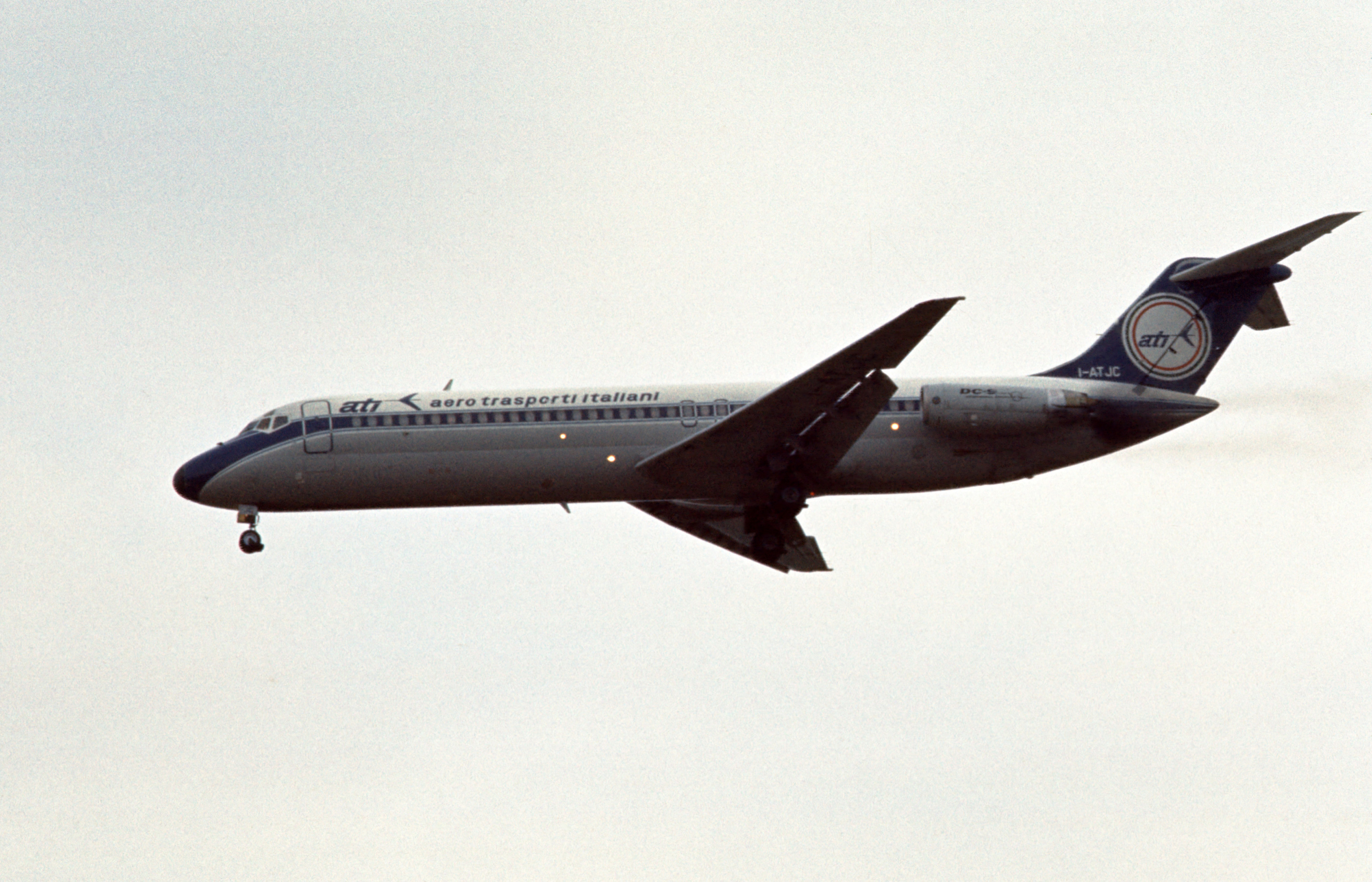
1977年2月に撮影された事故機

事故機のマクドネル・ダグラス DC-9-32（I-ATJC）は製造番号47667として1975年に製造され、アエロ・トラスポルティ・イタリアーニに納入された。エンジンはプラット・アンド・ホイットニー JT8D-9を搭載しており、総飛行時間は10,000時間であった。

## 事故の経緯
12便はアルゲーロ・フェルティリア空港を出発し、カリアリ・エルマス空港へと向かう予定であった。副操縦士は0時23分にカリアリの管制に連絡して現地の天気予報の報告を求めたところ、190度の方向からの風が8ノット、視程は7kmで、またカリアリ・エルマス空港の滑走路14が使用中であるとの回答を受けた後、さらに空港の南東と南西で雷が発生しているとの報告も受けた。その後、0時26分に12便は管制に連絡し、高度6,000フィート（1,800ｍ）まで降下することを許可された。前方に積乱雲があったため、副操縦士は360度旋回して積乱雲を避けることを管制に伝えたところ、12便と同じ空域に他の航空機がいなかったことからこれを承認され、また副操縦士は高度7,500フィート（2,300ｍ）から3,000フィート（910m）へ降下すると報告した。その後、管制官は12便に地上が目視できるかどうか尋ねたが、12便は目視できていなかった。また、降下する距離は3,000フィートではなく6,000フィートに修正された。0時30分に12便は地上を目視できていること、6,000フィートから3000フィートへ降下することを報告し、管制官もそれを確認した後、管制官は空港で雨が降り始めたことを伝えた。しかし12便は360度旋回を終えていなかったため、目的の方向とは異なる方向へと飛行していた。3,000フィートまで降下した後、12便はアプローチが許可された。副操縦士はこれを確認し、ビーコンの少し右側からアプローチを開始すると報告した。0時34分、副操縦士は管制に空港のILSが作動していないことを確認するよう求めたが、実際には作動していた。この段階で、12便のパイロットたちは自機の位置が分からなくなった。機長は実際に12便がいた場所よりも南の海上を飛行していると思っていたが、副操縦士は12便の正しい位置を把握していた。事故の1分半前に機長は副操縦士に着陸装置を出すよう指示し、降下を続けた。高度2,000フィート（610m）の地点でコンカ・ドルの岩山に12便の下部が衝突して機体は大破、炎上した。墜落現場はカリアリ・エルマス空港から南西に18kmの地点であった。

## 事故原因
12便が管制からの指示を誤って解釈したことが事故原因であるとされた。